# Харатон
Харатон (греч. Χαράτων; первая треть V века) — царь гуннов (упоминается в 412 году).

## Биография
Единственным источником, сообщающим о Харатоне, являются выписки из «Истории» Олимпиодора Фиванского, сделанные для «Библиотеки» патриарха Константинопольского Фотия Великого. Однако краткость этих заметок не позволяет историкам точно установить обстоятельства правления Харатона.
По свидетельству Олимпиодора, в 412 году он был отправлен с дипломатической миссией к гуннам и их вождю Донату. О том, кто был отправителем посольства, византийский император Феодосий II или западно-римский император Гонорий, точно неизвестно. Так же неизвестно, какой частью Гуннской державы правил Донат: предполагается, что он мог управлять или причерноморскими, или паннонскими землями. Олимпиодор писал, что по пути ему пришлось совершить морское путешествие, а также пережить немало других опасностей. Однако вскоре после прибытия послов Донат был убит. Подробного описания этого события в выписках Фотия нет: упоминается только, что Донат был «коварно обманут клятвой». В ответ на это убийство «первый из риксов» гуннов Харатон «распалился гневом», и только дары, переданные императорскими посланцами, разрешили конфликт. Вероятно, убийство Доната было инспирировано римскими послами.
Неизвестно точно, какое положение занимал Харатон среди гуннов во время визита Олимпиодора. Высказываются мнения, что он мог быть соправителем Доната, мог быть его преемником на престоле, а мог быть и верховным царём гуннов, в то время как Донат был подничённым ему вождём. В последнем случае, Харатон мог быть преемником царя Улдина. На основании упоминания Харатона как «первого из риксов» делается вывод о том, что он был правителем большей части Гуннской державы, возможно, первым царём, объединившим в 410-е годы под своей властью все племена гуннов, проживавшие к северу от Дуная. О точном времени и продолжительности правления Харатона ничего неизвестно, но предполагается, что он скончался не позднее 430 года, когда в исторических источниках называются имена других царей гуннов, возможно, его родственников, Октара и Руа.
Предполагается, что этимология имени Харатон восходит к тюркским языкам: «qara» («чёрный») — «ton» («одежда»). Развивая эту теорию, Прицак О. И. указывал, в османском языке «don» означало одежду из лошадиной шерсти, и что также есть термин «лошадь с чёрной шерстью». Прицак писал, что такое имя вождя гуннов могло быть связано с тотемизмом этого народа.